# Flamenc de James
El flamenc de James (Phoenicopterus jamesi) és una espècie de flamenc que viu al Perú, Xile, Bolívia i l'Argentina. El IOC l'inclou al gènere Phoenicoparrus.

## Galeria

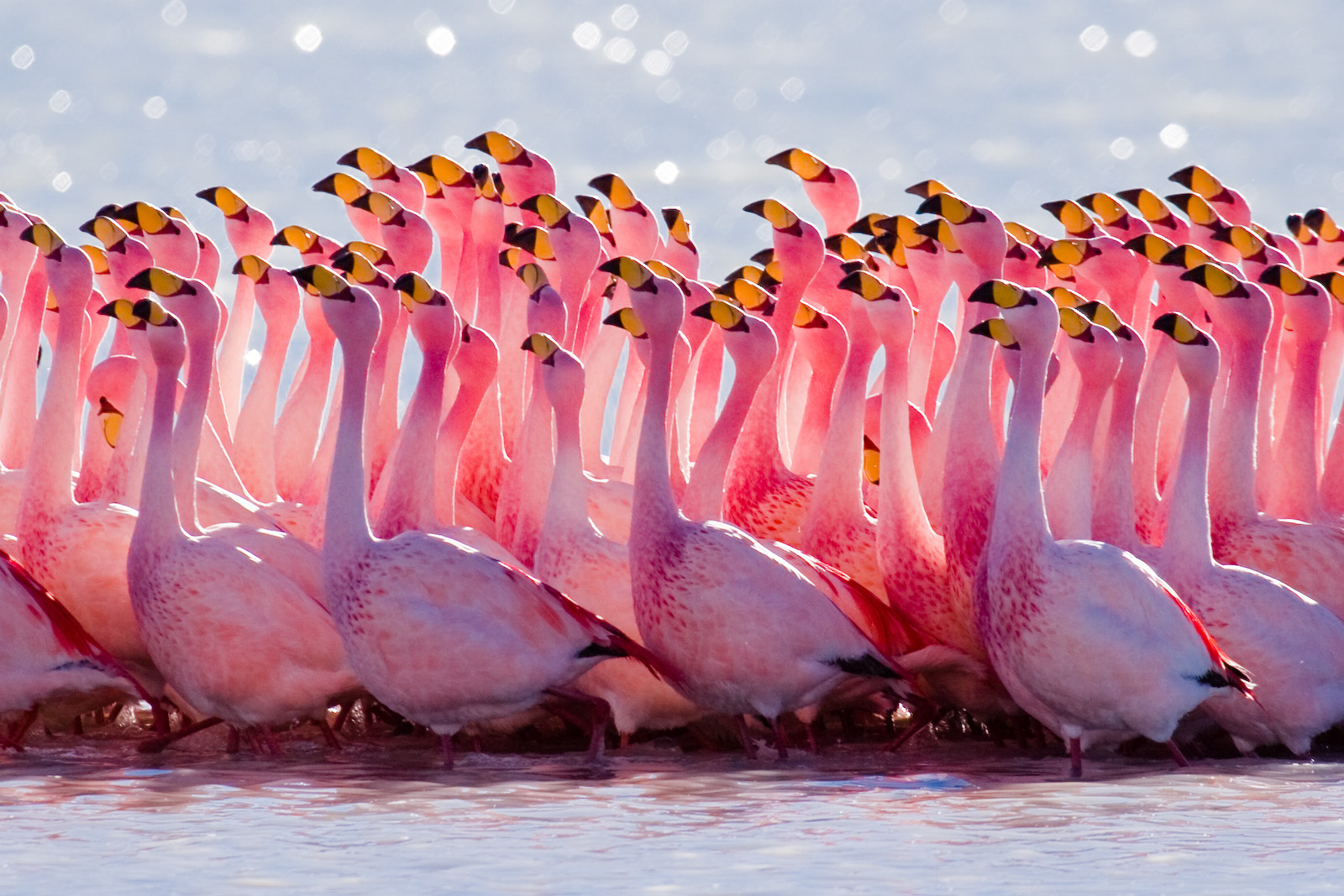
Flamencs de James durant el ritual d'aparellament